# Protaetia sakaiana
Protaetia sakaiana är en skalbaggsart som beskrevs av Franz Antoine 2001. Protaetia sakaiana ingår i släktet Protaetia och familjen Cetoniidae. Inga underarter finns listade i Catalogue of Life.